# Olof Larsson i Rödön

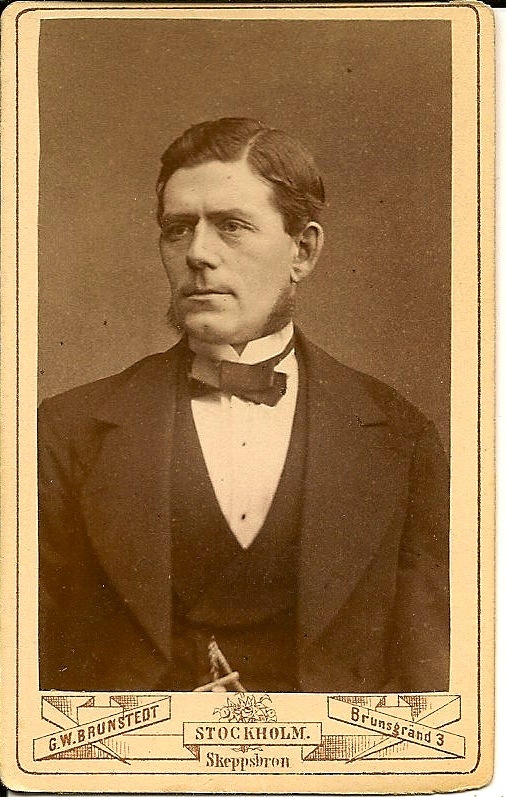
Olof Larsson fotograferad G W Brunstedt.

Olof Larsson, född 9 december 1840 i Rödöns församling, Jämtlands län, död 25 november 1910 i Östersund, var en svensk hemmansägare och riksdagspolitiker.
Olof Larsson var ägare till hemmanet Häste i Rödöns socken. I riksdagen var han ledamot av andra kammaren.